# Yolande Dulude
Yolande Dulude (* 12. Januar 1931 in Montreal; † 18. August 2003 ebenda) war eine kanadische Opernsängerin (Sopran).
Nachdem sie einige Jahre Klavierunterricht gehabt hatte, begann Dulude 1944 eine Gesangsausbildung. Sie debütierte 1949 in Rigoletto in den Variétés lyriques, wo sie bis 1953 regulär engagiert war. In dieser Zeit war sie Schülerin von Sarah Fischer. Als Konzertsängerin debütierte sie 1950 in deren Sarah Fischer Concerts. Von 1953 bis 1954 hielt sie sich in London auf und nahm Unterricht bei Dino Borgioli, Ivor Newton und Joan Cross. Nach ihrer Rückkehr nach Kanada trat sie 1954 erstmals im Fernsehen als Musetta in La Bohème und sang 1955 in der letzten Aufführung der Variétés lyriques die Titelrolle in Jacques Offenbachs Operette La fille du tambour-major.
1956 trat Dulude mit dem Montreal Symphony Orchestra in Gian Carlo Menottis Opern The Old Maid and the Thief und The Telephone auf. In New York setzte sie ihre Ausbildung 1959 bei Dick Marzollo fort. Danach trat sie 1960 als Frasquita in Carmen für die Opera Guild of Montreal auf, unternahm eine Tournee als Solistin mit den Disciples de Massenet durch Frankreich, Belgien und Luxemburg und sang bei den Montreal Festivals in Antonio Vivaldis Gloria und Anton Bruckners Te Deum. Bei einem weiteren Londonaufenthalt 1962 vervollkommnete sie ihre Ausbildung bei Edward Downes von der Covent Garden Opera.
Ab 1965 moderierte sie die Sendung Les Grands Classiques der Rundfunkstation CJMS-FM. Im gleichen Jahr trat sie mit dem Montreal Symphony Orchestra am Place des Arts als Flora in La traviata auf. In den Folgejahren wirkte sie an vielen Operettenproduktionen mit, so als Simone in Louis Varneys Les mousquetaires (1968), als Lady Mary in André Messagers Monsieur Beaucaire (1969) und als Gabrielle in Offenbachs La vie parisienne (1970). An der Opéra du Québec war sie 1972 die Herzogin von Krackenthorp in Gaetano Donizettis La fille du régiment und 1974 die Duchesse de Berry in Maurice Yvains Chanson gitane. Ihre Abschiedsvorstellung gab sie 1981 in der Opéra de Montréal als Flora in La traviata. Danach gab sie privaten Gesangsunterricht.

## Quelle
- The Canadian Encyclopedia - Yolande Dulude

| Personendaten    | Personendaten                     |
| ---------------- | --------------------------------- |
| NAME             | Dulude, Yolande                   |
| KURZBESCHREIBUNG | kanadische Opernsängerin (Sopran) |
| GEBURTSDATUM     | 12. Januar 1931                   |
| GEBURTSORT       | Montreal                          |
| STERBEDATUM      | 18. August 2003                   |
| STERBEORT        | Montreal                          |